# Каштру, Алфреду
Алфреду да Силва Каштру (порт. Alfredo da Silva Castro; род. 5 октября 1962, Вила-ду-Конди), или просто Алфреду, — португальский футболист, выступавший на позиции вратаря за «Риу Аве», «Боавишту» и сборную Португалии. По окнчании карьеры игрока работал тренером вратарей.

## Клубная карьера
Родившийся в Вила-ду-Конди Алфреду является воспитанником местного клуба «Риу Аве». Дебют игрока за основную команду «риу гранде» состоялся в мае 1982 года — на 64-й минуте матча последнего тура чемпионата он заменил получившего травму Триндаде.
Уже в следующем сезонм Алфреду сумел закрепиться в основном составе, и после двух успешных лет в «рамке» «Риу Аве» игрока заприметила «Боавишта». В течение полутора десятка лет выступления за «шахматных» вратарь дважды стал обладателем Кубка Португалии и дважды — Суперкубка Португалии. В 2020 году по результатам интернет-голосования Алфреду был признан лучшим голкипером «Боавишты» за всю её историю.
В 36-летнем возрасте Алфреду объявил о завершении спортивной карьеры, после чего на протяжении нескольких лет работал тренером вратарей своего последнего клуба и помог клубу завоевать единственное в своей истории чемпионство.

## Карьера в сборной
Дебют Алфреду за сборную Португалии состоялся 20 апреля 1994 года — в товарищеском матче против норвежцев он вышел в перерыве и отыграл весь второй тайм. Всего за «селесао» вратарь провёл 3 игры, не пропустив при этом ни разу.
В 1996 году Алфреду был включён в заявку португальцев на чемпионат Европы, однако ни в одном его матче участия так и не принял.
Матчи за сборную Португалии
| # | Дата            | Место                                    | Противник   | Итог | Соревнование         |
| - | --------------- | ---------------------------------------- | ----------- | ---- | -------------------- |
| 1 | 20 апреля 1994  | Уллевол, Осло, Норвегия                  | Норвегия    | 0:0  | товарищеский матч    |
| 2 | 29 января 1995  | Роджерс-арена, Ванкувер, Канада          | Дания       | 1:0  | Кубок Скайдома       |
| 3 | 15 августа 1995 | Шпортпарк Эшен-Маурен, Эшен, Лихтенштейн | Лихтенштейн | 7:0  | квалификация ЧЕ 1996 |

## Достижения
Командные
 «Боавишта»
- Обладатель Кубка Португалии: (2) 1991/92, 1996/97
- Обладатель Суперкубка Португалии: (2) 1992, 1997